# La máscara negra (serie de televisión)

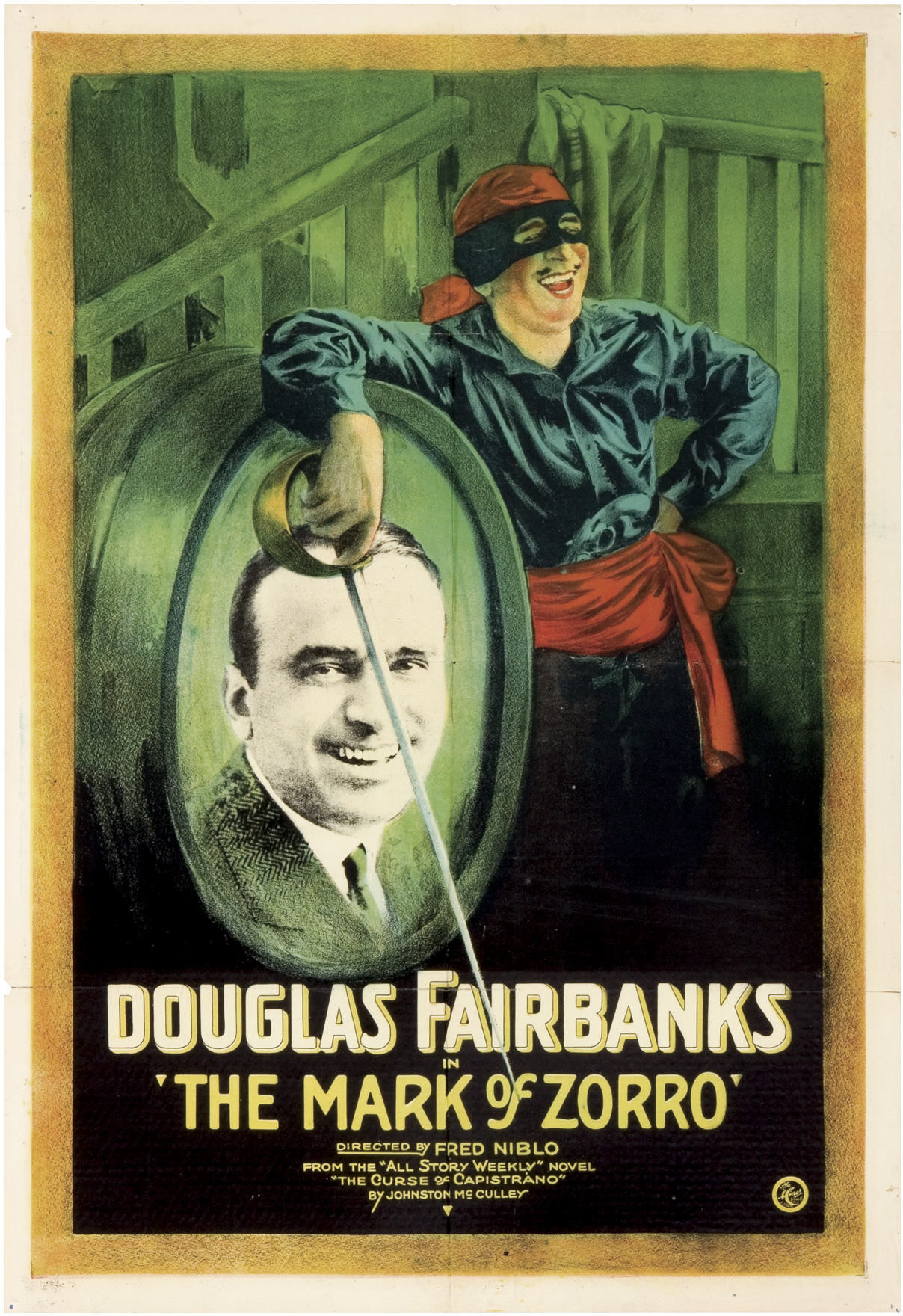
Ideada en un principio como una adaptación de El Coyote, La Máscara Negra no oculta su inspiración en El Zorro, como tantos otros justicieros enmascarados.

La Máscara Negra es una serie de televisión estrenada en España en 1982 y producida por TVE. De temporada única compuesta por 11 capítulos de entre 40 y 60 minutos de duración, fue dirigida por Antonio Giménez Rico, Emilio Martínez Lázaro y José Antonio Páramo a partir de los guiones de Manuel Matji, Antonio Larreta, Guido Castillo y Duccio Tessari. Su protagonista es el actor español Sancho Gracia. Enmarcada dentro del género de aventuras, la serie se sitúa a comienzos del siglo XIX en España, durante la invasión francesa, y narra las aventuras de un justiciero enmascarado, Carlos Zárate, escondido tras la identidad de La Máscara Negra.

## Argumento
España, desde 1807, se halla en lucha por su independencia tras la invasión napoleónica. El hambre, la supresión de los derechos feudales, las represalias contra los grandes de España y un sombrío panorama militar es el desgarrado escenario en el que se desarrolla, al tiempo, una guerra contra el invasor y una soterrada contienda civil. Carlos Zárate (Sancho Gracia), noble de acaudalada familia, regresa a su desgarrada patria; su hermano Diego le comunica la noticia de la muerte de su padre tras un enfrentamiento con el temido capitán Graco. Diego oculta a su hermano sus actuaciones en la clandestinidad bajo el disfraz de La Máscara Negra, pero Carlos acaba por descubrir la verdad. Tras la muerte de su hermano, Carlos opta por tomar su identidad secreta y contacta con la resistencia, comenzando una serie de aventuras en pro del alzamiento popular, y de la revolución política y social contra el invasor francés.

## Producción
La Máscara Negra fue producida íntegramente por TVE con un presupuesto medio de unos 22 millones de pesetas por episodio. Previstos 13 episodios, solo llegaron a rodarse 11, al parecer por haberse agotado los fondos previstos. Encargada en 1979 por Miguel Martín, entonces director de TVE, con la intención inicial de rodas una versión de El Coyote,la idea se frustró porque el autor del personaje, José Mallorquí, ya había vendido los derechos. Sancho Gracia recurrió entonces al guionista Manuel Matji, quien, junto a Antonio Larreta, Guido Castillo y Duccio Tesssari, comenzó a perfilar la serie, a partir de la idea básica de un personaje enmascarado. En palabras del propio Matji (El País, 19/03/1982):

«Elegimos como marco la época de la Guerra de la Independencia, una guerra esquizofrénica donde a nuestro personaje no le queda más remedio, por instinto, que enfrentarse con los franceses. La creación de la máscara es obra de Javier Artiñano, uno de los mejores escenógrafos y figurinistas de nuestro cine. Decidió huir del antifaz convencional y crear una máscara de corte popular que, si es cierto que se inspira algo en la máscara del Pantalone de la Comedia del Arte italiana, también es evidente su procedencia del folklore español, de los carnavales.»

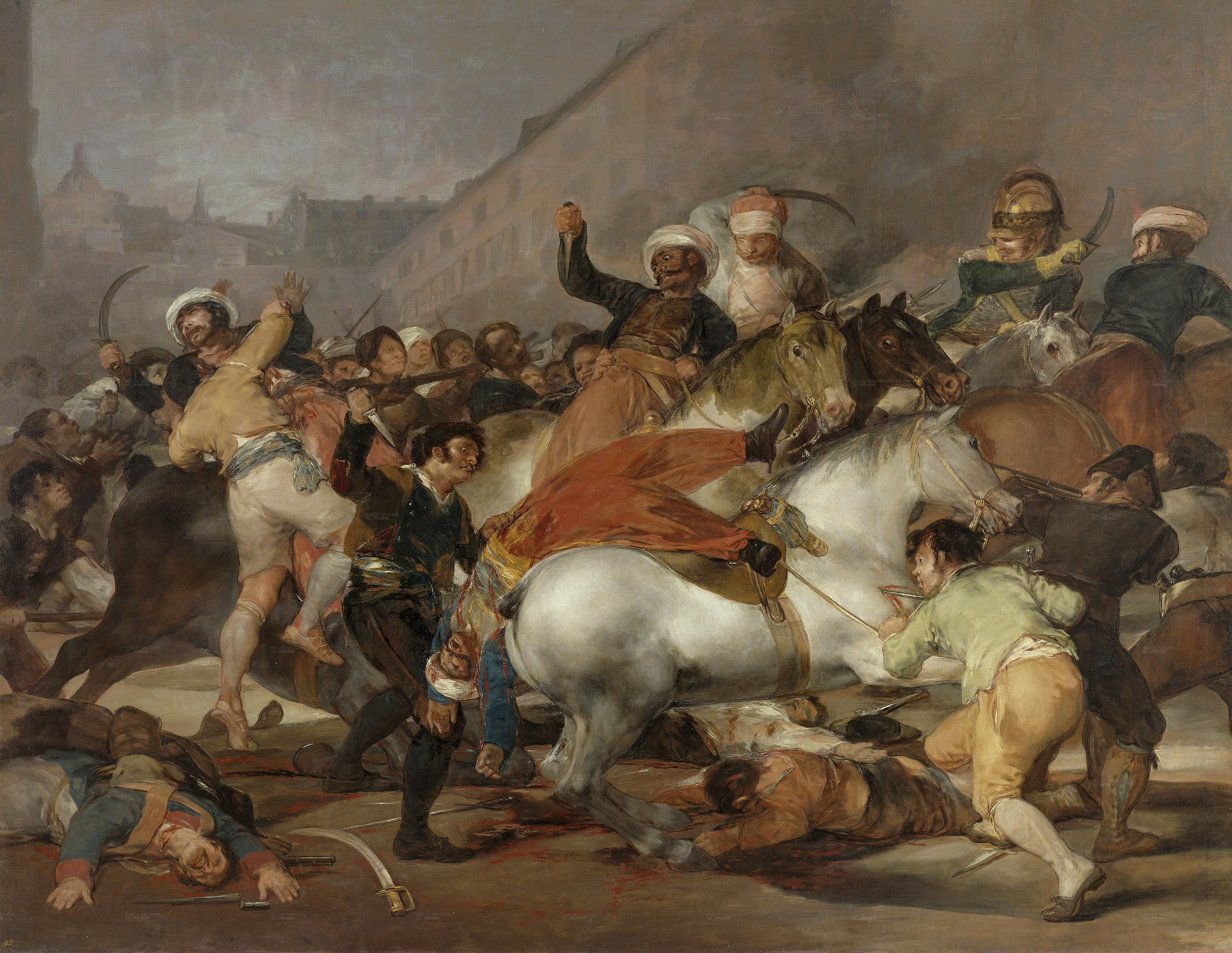
El dos de mayo de 1808 en Madrid, de Goya. La invasión napoleónica (1808-1813) es el contexto histórico en el que se desenvuelven las aventuras de La Máscara Negra.

La serie iba a denominarse El Bastardo, pero entre la concepción de la idea y la emisión se estrenó una serie americana también televisiva con ese mismo título, por lo que finalmente se optó por el nombre de La Máscara Negra. Cuenta, además, con abundantes referencias a episodios y personajes históricos. Así, Pepe Botella (José I Bonaparte) quiere llevarse a Francia el cuadro El entierro del conde de Orgaz, de El Greco; pero Goya hace una réplica de la pintura para evitarlo. El propio Napoleón, de quien se dice que pudo estar de incógnito en España y que pensaba ocupar Inglaterra con naves submarinas que luego cambia por globos; lord Byron, Wellington, el torero Pedro Romero, El Empecinado, Jovellanos, Murat y muchos otros desfilan por La Máscara Negra. 
Tampoco faltan alusiones pretendidamente anacrónicas a personalidades contemporáneas del cine. Jack Taylor interpreta en el capítulo “Un día de mayo” a Herzog (aludiendo al cineasta alemán), el hombre que al servicio de los franceses provoca la sublevación y posterior represión del Dos de Mayo. Marisa Paredes interpreta en el episodio “La fantástica invasión” a un personaje masculino que resulta ser un ornitólogo alemán llamado, como el famoso director, Fassbinder.
Cabe destacar también la magnífica banda sonora de Antón García Abril.

## El personaje
La Máscara Negra viste madroñera, sombrero español y chaquetilla corta con alamares. Don Carlos Zárate, el hombre tras la máscara, es un aventurero y un jugador, y que adopta la personalidad de afrancesado y de frívolo para ocultar sus actividades como justiciero. Un personaje que guarda un pasado complejo e interesante: se revela, a lo largo de la serie, que ha viajado mucho (Francia, Italia, Inglaterra, Cuba), que fue militar y marino mercante, que es un hombre culto (ha leído, en francés, La Religiosa de Diderot). En un episodio se dice que es amigo de Benjamín Franklin.

## Actores y personajes
Además de Sancho Gracia, protagonista absoluto como Carlos Zárate/La Máscara Negra, intervinieron a la largo de la serie: Nuria Gallardo, como Elodia (6 episodios); Antonio Casas, como Gonzalo Pascual (5 episodios); Álvaro de Luna, como el Turco, y Manuel Zarzo, como Cosme (5 episodios).
También otros actores, como Ismael Merlo, Ramiro Oliveros, Fiorella Faltoyano, Alfredo Mayo, Francisco Rabal, Paul Naschy, Manuel Alexandre, Estanis González, Mercedes Alonso y Manuel Tejada.